# Calixte Bournat
Calixte Bournat est un homme politique français né le 4 octobre 1814 à Jouques (Bouches-du-Rhône) et mort le 28 février 1886 à Marseille (Bouches-du-Rhône).

## Biographie
D'une famille de riches industriels, Calixte François Joseph Bournat est le fils de Jean Bournat, maître fabriquant de papier, et de Marie Rosalie Athenoux.
Il est avocat au barreau de Marseille, puis avoué. Administrateur des Hospices, il est président de la Caisse d'épargne des Bouches-du-Rhône.
Il est conseiller général du canton de Peyrolles et député des Bouches-du-Rhône de 1863 à 1870, siégeant dans la majorité soutenant le Second Empire. 
Gendre de l'armateur François Aube, il est le beau-père du banquier Léon Bonnasse.